# Tour d'observation du Kulm
La tour d’observation de Kulm est une tour d'observation en acier sur la montagne de Kulm, près de Saalfeld en Allemagne. Elle a été construite en 1884. Une tour hertzienne plus haute est située à proximité.

## Description
La tour d'observation sur le Kulm, la Kulmturm de 20 mètres de haut, est l'une des plus anciennes tours à ossature d'acier d'Allemagne. La tour classée a été construite en 1884 par l'entreprise Königin Marienhütte. Après une rénovation complète, la plate-forme d'observation de 18 mètres de haut, située exactement à 500 m au-dessus du niveau de la mer, est ouverte depuis 2012.
Le pylône de transmission sur le Kulm, un pylône autoportant à ossature métallique de 78,8 mètres de haut, a été construit en 1974. Le Digital Video Broadcasting – Terrestrial est diffusé depuis le 1er juillet 2008.

## Liens
- Ressource relative à l'architecture :   - Structurae